# Kut
Kut (arabisk: الكوت, Al-Kut) er en by i provinsen Wasit i det østlige Irak på den venstre bred af Tigris. 
Byen ligger ca. 160 kilometer sydøst for Bagdad og er hovedby i Wasit. 
Byen har 377.600(2015) indbyggere. 